# Lijst van rijksmonumenten in Maastricht/Muntstraat
Een overzicht van de 45 rijksmonumenten in de stad Maastricht gelegen aan of bij de Muntstraat.
| Object | Oorspronkelijke functie? | Bouwjaar               | Architect | Locatie           | Coördinaten?                  | Nr.?   | Afbeelding        |
| --- | ------------------------ | ---------------------- | --------- | ----------------- | ----------------------------- | ------ | ----------------- |
| Huis met een voorgevel van hardsteen, eindigend in een hoofdgestel met consoles.                                                                                                | Gebouw                   | 1612                   |           | Muntstraat 1      | 50° 51' 3" NB, 5° 41' 32" OL  | 27391  | Meer afbeeldingen |
| Huis met gevel van hardsteen. | Gebouw                   | eerste kwart 17e eeuw  |           | Muntstraat 3      | 50° 51' 3" NB, 5° 41' 32" OL  | 27392  | Meer afbeeldingen |
| Huis met lijstgevel, met segmentboogvensters en verticale reliefbanden. | Gebouw                   | 18e eeuw               |           | Muntstraat 4      | 50° 51' 3" NB, 5° 41' 32" OL  | 27364  | Meer afbeeldingen |
| Huis met lijstgevel. | Woonhuis                 | 18e eeuw               |           | Muntstraat 5      | 50° 51' 3" NB, 5° 41' 32" OL  | 27393  | Meer afbeeldingen |
| Huis met gevel, in de trant der zgn. Maaslandse renaissance, eindigend in een hoofdgestel met consoles.                                                                         | Gebouw                   | 17e eeuw               |           | Muntstraat 6      | 50° 51' 3" NB, 5° 41' 32" OL  | 27365  | Meer afbeeldingen |
| Huis met lijstgevel. | Gebouw                   | 18e eeuw               |           | Muntstraat 7      | 50° 51' 3" NB, 5° 41' 32" OL  | 27394  | Meer afbeeldingen |
| Huis met gepleisterde lijstgevel. | Woonhuis                 |                        |           | Muntstraat 8      | 50° 51' 3" NB, 5° 41' 32" OL  | 27395  | Meer afbeeldingen |
| Huis met lijstgevel. | Gebouw                   | 18e eeuw               |           | Muntstraat 9      | 50° 51' 3" NB, 5° 41' 32" OL  | 27396  | Meer afbeeldingen |
| Huis met lijstgevel en gevelsteen met een paard in een Lodewijk XV-omlijsting 17 IN HET WIT PEERDT 54.                                                                          | Woonhuis                 | 1754                   |           | Muntstraat 10     | 50° 51' 3" NB, 5° 41' 32" OL  | 27397  | Meer afbeeldingen |
| Huis met lijstgevel. | Woonhuis                 | 18e eeuw               |           | Muntstraat 11     | 50° 51' 3" NB, 5° 41' 32" OL  | 27398  | Meer afbeeldingen |
| Huis met lijstgevel. | Gebouw                   | eerste helft 18e eeuw  |           | Muntstraat 12     | 50° 51' 2" NB, 5° 41' 32" OL  | 27399  | Meer afbeeldingen |
| Huis met lijstgevel. | Woonhuis                 | laatste helft 19e eeuw |           | Muntstraat 13     | 50° 51' 3" NB, 5° 41' 32" OL  | 27400  | Meer afbeeldingen |
| Huis met lijstgevel. | Woonhuis                 | 17e eeuw               |           | Muntstraat 14     | 50° 51' 2" NB, 5° 41' 31" OL  | 18275  | Meer afbeeldingen |
| Huis met lijstgevel. | Woonhuis                 | 19e eeuw               |           | Muntstraat 15     | 50° 51' 2" NB, 5° 41' 32" OL  | 27401  | Meer afbeeldingen |
| Huis met lijstgevel. | Woonhuis                 | 18e eeuw               |           | Muntstraat 16     | 50° 51' 2" NB, 5° 41' 32" OL  | 27402  | Meer afbeeldingen |
| Huis met lijstgevel. | Woonhuis                 | 18e eeuw               |           | Muntstraat 17     | 50° 51' 2" NB, 5° 41' 32" OL  | 27403  | Meer afbeeldingen |
| Huis met lijstgevel. | Woonhuis                 | 18e eeuw               |           | Muntstraat 18     | 50° 51' 2" NB, 5° 41' 32" OL  | 27404  | Meer afbeeldingen |
| Huis met lijstgevel. | Woonhuis                 | 18e eeuw               |           | Muntstraat 19     | 50° 51' 2" NB, 5° 41' 32" OL  | 27405  | Meer afbeeldingen |
| Huis met lijstgevel. | Woonhuis                 | 18e eeuw               |           | Muntstraat 20     | 50° 51' 2" NB, 5° 41' 32" OL  | 27406  | Meer afbeeldingen |
| Huis met lijstgevel. | Woonhuis                 | 18e eeuw               |           | Muntstraat 21     | 50° 51' 2" NB, 5° 41' 33" OL  | 27407  | Meer afbeeldingen |
| Hoekhuis met gevel in de trant der zgn. Maaslandse renaissance, eindigend in een hoofdgestel met consoles. Gevelsteen met een zwart schaap op goud.                             | Gebouw                   | tweede kwart 17e eeuw  |           | Muntstraat bij 21 | 50° 51' 2" NB, 5° 41' 33" OL  | 27408  | Meer afbeeldingen |
| Huis met lijstgevel met attiek. | Woonhuis                 | 18e eeuw               |           | Muntstraat 22     | 50° 51' 2" NB, 5° 41' 32" OL  | 27409  | Meer afbeeldingen |
| Huis met lijstgevel. | Woonhuis                 | 18e eeuw               |           | Muntstraat 24     | 50° 51' 1" NB, 5° 41' 32" OL  | 27410  | Meer afbeeldingen |
| Hoekhuis, met lijstgevel. | Woonhuis                 | eerste helft 18e eeuw  |           | Muntstraat 25     | 50° 51' 1" NB, 5° 41' 32" OL  | 27411  | Meer afbeeldingen |
| Huis met lijstgevel, voorzien van een attiek. | Gebouw                   | 18e eeuw               |           | Muntstraat 26     | 50° 51' 1" NB, 5° 41' 32" OL  | 27412  | Meer afbeeldingen |
| Huis met lijstgevel. | Woonhuis                 | 18e eeuw               |           | Muntstraat 27     | 50° 51' 1" NB, 5° 41' 32" OL  | 27413  | Meer afbeeldingen |
| Huis met lijstgevel. | Woonhuis                 | laatste helft 17e eeuw |           | Muntstraat 29     | 50° 51' 1" NB, 5° 41' 32" OL  | 27414  | Meer afbeeldingen |
| Huis met lijstgevel. | Woonhuis                 | 1700                   |           | Muntstraat 28     | 50° 51' 1" NB, 5° 41' 31" OL  | 27415  | Meer afbeeldingen |
| Huis met lijstgevel. | Gebouw                   | derde kwart 18e eeuw   |           | Muntstraat bij 28 | 50° 51' 1" NB, 5° 41' 32" OL  | 27416  | Meer afbeeldingen |
| Huis met lijstgevel. | Gebouw                   | 18e eeuw               |           | Muntstraat 31     | 50° 51' 1" NB, 5° 41' 33" OL  | 27417  | Meer afbeeldingen |
| Huis met lijstgevel. | Woonhuis                 | derde kwart 18e eeuw   |           | Muntstraat 32     | 50° 51' 1" NB, 5° 41' 32" OL  | 27418  | Meer afbeeldingen |
| Huis met lijstgevel. | Woonhuis                 | derde kwart 18e eeuw   |           | Muntstraat 33     | 50° 51' 1" NB, 5° 41' 33" OL  | 27419  | Meer afbeeldingen |
| Huis met lijstgevel. | Woonhuis                 | 18e eeuw               |           | Muntstraat 34     | 50° 51' 1" NB, 5° 41' 32" OL  | 27420  | Meer afbeeldingen |
| Huis met lijstgevel. | Woonhuis                 | 18e eeuw               |           | Muntstraat 35     | 50° 51' 1" NB, 5° 41' 33" OL  | 27421  | Meer afbeeldingen |
| Huis met lijstgevel. | Woonhuis                 | 18e eeuw               |           | Muntstraat 36     | 50° 51' 1" NB, 5° 41' 32" OL  | 27422  | Meer afbeeldingen |
| Huis met lijstgevel. | Woonhuis                 | 18e eeuw               |           | Muntstraat 37     | 50° 51' 1" NB, 5° 41' 33" OL  | 27423  | Meer afbeeldingen |
| Huis met lijstgevel. | Gebouw                   | 18e eeuw               |           | Muntstraat 38     | 50° 51' 1" NB, 5° 41' 32" OL  | 27424  | Meer afbeeldingen |
| Huis met lijstgevel. | Gebouw                   | eerste helft 18e eeuw  |           | Muntstraat 41     | 50° 51' 0" NB, 5° 41' 33" OL  | 27425  | Meer afbeeldingen |
| Huis met lijstgevel. | Gebouw                   | 18e eeuw               |           | Muntstraat 41     | 50° 51' 0" NB, 5° 41' 33" OL  | 27426  | Meer afbeeldingen |
| Huis met lijstgevel en gevelsteen met haan. | Woonhuis                 | 18e eeuw               |           | Muntstraat 43     | 50° 51' 0" NB, 5° 41' 33" OL  | 27427  | Meer afbeeldingen |
| Pand, gevel voorzien van een hoofdgestel met trigliefenconsoles. | Gebouw                   | laatste helft 17e eeuw |           | Muntstraat 45     | 50° 50' 60" NB, 5° 41' 33" OL | 27428  | Meer afbeeldingen |
| Huis met lijstgevel. | Woonhuis                 | derde kwart 19e eeuw   |           | Muntstraat 46     | 50° 51' 0" NB, 5° 41' 32" OL  | 27429  | Meer afbeeldingen |
| Hoekhuis met gevels voorzien van een hoofdgestel met trigliefenconsoles. In de zijgevel aan de Jodenstraat een gevelsteen met bok IN DEN GROOTEN BOCK.                          | Gebouw                   | laatste helft 17e eeuw |           | Muntstraat 47     | 50° 50' 60" NB, 5° 41' 33" OL | 27430  | Meer afbeeldingen |
| Huis met lijstgevel en een gevelsteen met afbeelding van een Engelse munt, de zgn. rozanobel met de voorstelling van RE EDUARD DEI GRA REX ANG ET FRAN DNS I in een koggeschip. | Woonhuis                 | eerste helft 18e eeuw  |           | Muntstraat 48     | 50° 50' 60" NB, 5° 41' 32" OL | 27431  | Meer afbeeldingen |
| Toebackslijterij d'Hollandse Damper. | Winkel                   | 1919-1920              | V. Marres | Muntstraat 50     | 50° 50' 60" NB, 5° 41' 32" OL | 506716 | Meer afbeeldingen |